# Почесна брама

Почесна брама (рос. Почетные ворота) — залишок мініатюрної фортеці, побудованої для військових тренувань Великого князя Петра Федоровича, майбутнього імператора Росії Петра ІІІ.
Почесна брама — не що інше як головні ворота мініатюрної фортеці, побудованої для військових тренувань Великого князя. За документами, мініатюрну фортецю будували двічі. Вперше — це була дерев'яна споруда, створена у 1746 році на південь від Меншиковського палацу.
У 1756—1762 роках на узвишші правого берега річки Карость почали створювати невеличке військове поселення. Воно і стало початком нової мініатюрної фортеці. Проект самої фортеці створив «кам'яних справ майстер» Мартин Гофман. Це була споруда, що мала п'ять бастіонів, дванадцять чавунних гармат. Фортецю зміцнювали земляні вали, рови з водою, через яки перекинули тимчасові містки.
Головною брамою якраз і слугувала брама Почесна. Їх форма проста — кам'яна арка, що несе прозорий павільйон, увінчаний довгим шпилем, який ніс кулеподібне залізне яблуко та прапорець — флюгер. Брама могла мати якісь варіанти, але незмінними були арка понизу та тонкий шпиль. Пристрасть до тонких шпилів мав ще Петро І, якого захопила ця деталь готичних споруд Прибалтики та його улюбленої Голландії. Серед перших зразків подібних брам зі шпилями — брама в Подорожньому палаці — фортеці Оранієнбург (нині місто Чаплигін, Липецька область). Вже тоді горизонтальні лінії дахів споруд і обрію „ проштрикала „ довга голка шпилю так званих Московських воріт. Тут, в гибинці Московії, на шляху до воронезьких судоплавів, виник їх перший зразок. Про це свідчать записи, які вів у 1703 році Корнеліс де Брюін (1652 — 1726), мандрівник з Голландії, художник і науковець, що відвідав тодішню фортецю Оранієнбург. Корнеліс згадує, цо цар Петро І сам милувався невеличкою фортецею з власним шпилем і запрошував милуватися ними і власних гостей. Аби потішити гостей, цар після обіду закладав сані і віз гостей на деяку відстань, аби здалеку помилуватись незвичним виглядом нових ще тоді споруд.
Мода на брами зі шпилем утрималася і розквітла в Петербурзі навіть по смерті царя Петра І. Їх уславлений зразок — шпиль петербурзького Адміралтейства. Свій маленький шпиль на Почесній брамі наказав створити і Великий князь.
В 20 столітті, давно відірвана від фортечних споруд, Почесна брама виглядає дещо дивацьки. Її теперішнє оточення — дерева та невеличкі квітники, що наближають споруду до незвичного паркового павільйону.

## Джерела

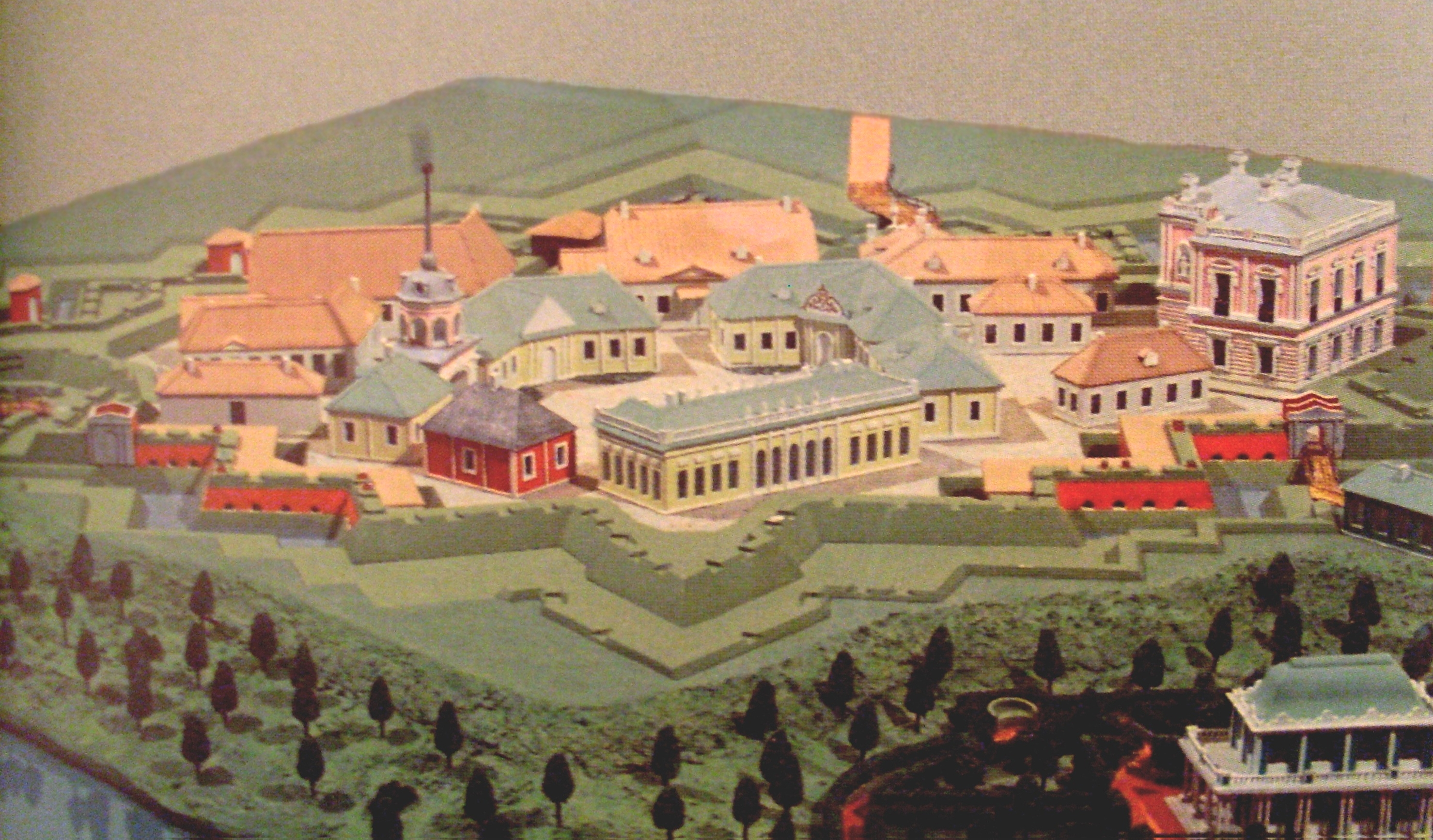
Архітектурний макет колишньої фортеці і Почесної брами.